# Kaikilios

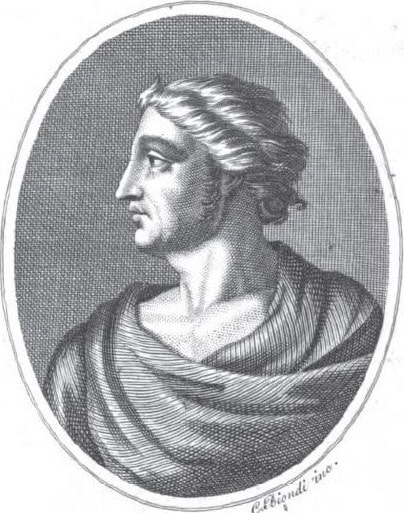
Kaikilios (Phantasiebild)

Kaikilios (griechisch Καικίλιος, latinisiert Caecilius; † 1. Jahrhundert v. Chr.) war ein griechischer Redner aus der sizilischen Stadt Kale Akte (Calacte). Der Suda zufolge war er Jude. Er gilt neben Dionysios von Halikarnassos als einer der ersten Vertreter des Attizismus als Reaktion auf den Asianismus. Sein Werk ist nur fragmentarisch erhalten.